# کوتاشتین دیمارچوک
کوتاشتین دیمارچوک (اوکراینی: Костянтин Миколайович Димарчук؛ زادهٔ ۱۸ سپتامبر ۱۹۷۷) بازیکن فوتبال اهل اوکراین است.
از باشگاه‌هایی که در آن بازی کرده‌است می‌توان به باشگاه فوتبال تیومن، باشگاه فوتبال ژمچوژینا-سوچی، باشگاه فوتبال احمد گروزنی، باشگاه فوتبال ماشوک-کی‌ام‌وی پیتیگورسک، و باشگاه فوتبال زنیت سن پترزبورگ اشاره کرد.